# 刺鼠李
刺鼠李（学名：Rhamnus dumetorum）为鼠李科鼠李属下的一个种。